# Ancistrocerus ebusianus
Ancistrocerus ebusianus är en stekelart som först beskrevs av Martin Lichtenstein 1884.  Ancistrocerus ebusianus ingår i släktet murargetingar, och familjen Eumenidae. Inga underarter finns listade i Catalogue of Life.